# Neufang (Wirsberg)
Neufang  (oberfränkisch: Eufing bzw. Aifing) ist ein Gemeindeteil des Marktes Wirsberg im Landkreis Kulmbach (Oberfranken, Bayern). Die Gemarkung Neufang hat eine Fläche von 10,196 km². Sie ist in 933 Flurstücke aufgeteilt, die eine durchschnittliche Flurstücksfläche von 10928,13 m² haben. In ihr liegen neben dem namensgebenden Ort die Gemeindeteile Adlerhütte (goldene), Birkenhof, Cottenau, Einöde, Osserich, Schlackenmühle und Weißenbach.

## Geografie
Das Waldhufen-Reihendorf liegt auf einem Höhenrücken der zu den südlichen Ausläufern des Frankenwaldes zählt. Es ist von Acker- und Grünland umgeben, östlich des Ortes fließt der Hofbach, der eine Kette von Weihern speist und ein rechter Zufluss der Koser ist. Die Kreisstraße KU 20 führt nach Birkenhof (1,2 km nordwestlich) bzw. nach Wirsberg zur Bundesstraße 303 (2 km südlich). Auf dem Weg nach Wirsberg steht eine Baumreihe von 23 Eichen und einer Rotbuche, die als Naturdenkmal ausgezeichnet sind.

## Geschichte
Der Ort wurde 1398 erstmals urkundlich erwähnt. Lehnsherren waren ursprünglich die Burggrafen von Nürnberg, in deren Rechtsnachfolge die Markgrafen Brandenburg-Kulmbach. Die umgangssprachliche Form legt nahe, dass der Ort ursprünglich „Einfang“ hieß und die Umdeutung auf „Neu-“ sekundär ist. Mit Einfang wurde umfasstes Land bezeichnet.
Neufang bildete mit Birkenhof eine Realgemeinde. Gegen Ende des 18. Jahrhunderts bestand Neufang aus 21 bewohnten Anwesen (1 Hof, 9 Halbhöfe, 3 Viertelhöfe, 1 Söldengut, 5 Sölden, darunter eine mit Zapfenschankgerechtigkeit, 2 Tropfhäuslein) und einem öden Gütlein. Das Hochgericht, die Dorf- und Gemeindeherrschaft sowie die Grundherrschaft übte das brandenburg-bayreuthische Vogteiamt Wirsberg aus.
Von 1797 bis 1810 unterstand Neufang dem Justiz- und Kammeramt Kulmbach. 1810 kam der Ort zum Königreich Bayern. Mit dem Gemeindeedikt wurde der Ort dem 1811 gebildeten Steuerdistrikt Wirsberg zugewiesen. Ein Jahr später wurde der Steuerdistrikt Neufang gebildet. Zu diesem gehörten Adlerhütte (goldene), Birkenhof, Cottenau, Einöde, Osserich, Schlackenmühle und Weißenbach. Zugleich entstand die Gemeinde Neufang, die deckungsgleich mit dem Steuerdistrikt war. Sie war in Verwaltung und Gerichtsbarkeit dem Landgericht Kulmbach zugeordnet und in der Finanzverwaltung dem Rentamt Kulmbach (1919 in Finanzamt Kulmbach umbenannt). Ab 1862 gehörte Neufang zum Bezirksamt Kulmbach (1939 in Landkreis Kulmbach umbenannt). Die Gerichtsbarkeit blieb beim Landgericht Kulmbach (1879 in das Amtsgericht Kulmbach umgewandelt). Die Gemeinde hatte 1964 eine Gebietsfläche von 10,205 km². Am 1. April 1971 wurde die Gemeinde Neufang im Zuge der Gebietsreform in Bayern in Wirsberg eingegliedert.

### Baudenkmal
- Haus Nr. 3: Austragshaus

### Einwohnerentwicklung

#### Gemeinde Neufang
| Jahr      | 1818   | 1840   | 1852   | 1855   | 1861   | 1867   | 1871   | 1875   | 1880   | 1885   | 1890   | 1895   | 1900   | 1905   | 1910   | 1919   | 1925   | 1933   | 1939   | 1946   | 1950   | 1952   | 1961   | 1970   |
| Einwohner | 519    | 706    | 658    | 641    | 666    | 645    | 622    | 619    | 625    | 640    | 591    | 563    | 549    | 512    | 516    | 513    | 524    | 518    | 471    | 618    | 597    | 531    | 461    | 418    |
| Häuser    | 90     |        |        |        |        |        | 90     |        |        | 88     | 89     |        | 92     |        |        |        | 91     |        |        |        | 90     |        | 90     |        |
| Quelle    | [ 10 ] | [ 15 ] | [ 15 ] | [ 15 ] | [ 16 ] | [ 17 ] | [ 18 ] | [ 19 ] | [ 20 ] | [ 21 ] | [ 22 ] | [ 15 ] | [ 23 ] | [ 15 ] | [ 24 ] | [ 15 ] | [ 25 ] | [ 15 ] | [ 15 ] | [ 15 ] | [ 26 ] | [ 15 ] | [ 11 ] | [ 27 ] |

#### Ort Neufang
| Jahr      | 001809 | 001818 | 001861 | 001871 | 001885 | 001900 | 001925 | 001950 | 001961 | 001970 | 001987 |
| Einwohner | 178    | 149    | 173    | 166    | 179    | 166    | 149    | 181    | 135    | 117    | 100    |
| Häuser    |        | 22     |        |        | 27     | 29     | 26     | 26     | 25     |        | 27     |
| Quelle    | [ 28 ] | [ 10 ] | [ 16 ] | [ 18 ] | [ 21 ] | [ 23 ] | [ 25 ] | [ 26 ] | [ 11 ] | [ 27 ] | [ 1 ]  |

## Religion
Neufang ist seit der Reformation evangelisch-lutherisch geprägt und nach St. Johannis (Wirsberg) gepfarrt.